# Lukas Goldschmidt
Lukas Goldschmidt (* 2. Juli 1965 in Graz) ist ein österreichischer Musiker und Komponist.

## Leben
Als Sohn des „Operettenpapstes“
Walter Goldschmidt (1917–1986) wuchs Goldschmidt gleichsam hinter der Bühne auf und lernte schon als Knabe Künstler wie Robert Stolz, Vico Torriani, Heinz Conrads oder Peter Minich persönlich kennen und wurde ab dem sechsten Lebensjahr im klassischen Klavierspiel unterrichtet, später auch am Johann-Joseph-Fux-Konservatorium Graz. Schon früh erwachte in ihm das Interesse für Reggae, Jazz und populäre Musik und Goldschmidt lernte autodidaktisch Akkordeon zu spielen.
Mit der 1981 gegründeten Band Hans Moser Revival-Combo begann er sich mit dem Wienerlied auseinanderzusetzen, während er erste Erfahrungen als Barpianist in Grazer Bars sammelte.
Es folgte 1985 ein Aufenthalt in Columbus (Ohio), wo er Jazz bei Hank Marr und Improvisation bei Gary Carney an der Ohio State University studierte.
Wieder in Graz begann er mit der damals neuen Sequencermusik zu experimentieren und realisierte so zum Beispiel die Musik zur Uraufführung von Peter Glasers Osiris Legende am Forum Stadtpark im Rahmen des Steirischen Herbstes 1988 unter der Regie von Christian Pölzl und Ernst M. Binder.
Ab 1989 in Wien ansässig spielte Goldschmidt zunächst Klavier und Akkordeon in einem Kabarettprogramm von und mit Leo Parthé.
Bald traf er auf den ghanaischen Highlife-Interpreten Slim Young (1945–2002) und wurde Keyboarder in dessen Band Sipisita, was zu einer jahrelangen, prägenden und andauernden Zusammenarbeit auch mit anderen afrikanischen Musikern führte.
Im Sommer 1990 leitete und begleitete er mit Peter Herrmann die musikalische Revue Wiener Lust mit Hansi Lang im Wiener Metropol.
Es folgten verschiedene Dialekttheater und Wienerliedprojekte wie etwa Wien auf der Zungenspitze mit Ulli Bäer und Gerald Pichowetz, oder mit Adi Hirschal Samtorchester und dann mit Georg Danzer Liada ohne Grund. Anlässlich des Donaufestivals 1994 begleitete Goldschmidt Michaela Scheday als Lili Marilli unter der Regie von Herbert Gantschacher.
Ab 1996 war Goldschmidt bis 2002 in mehreren Produktionen am Volkstheater (Wien) als musikalischer Leiter und Bühnenmusiker tätig, wo er unter der Regie von Ruth Drexel und Michael Gruner arbeitete und mit Heinz Holecek, Andrea Eckert, Otto Tausig, Toni Böhm, Fritz Hammel und vielen anderen zahlreiche Vorstellungen spielte. Unter der Regie Markus Kupferblums spielte Goldschmidt 1997 im Theater Drachengasse mit Stephan Kreiss.
Nach einigen freien Band- und Theaterprojekten in Wien, zum Beispiel 2004 Erlauben bitte, ich ..., einer Produktion von dramagraz im Rabenhof Theater, wurde Goldschmidt von Michael Gruner 2008 für Glaube Liebe Hoffnung und 2010 für die Uraufführung von Christoph Ransmayrs Odysseus, Verbrecher als Komponist, musikalischer Leiter und Bühnenmusiker an das 'Schauspiel Dortmund' engagiert.
Lukas Goldschmidt ist immer wieder mit Bands oder als Solopianist wie zum Beispiel 2015 dem Flusskreuzfahrtschiff Emerald Sky auf dem Rhein, Main und der Donau und an verschiedenen deutschsprachigen Bühnen (2012–13 Burgfestspiele Jagsthausen, 2015 Wiener Metropol) zu hören und zu sehen.

## Diskografie

### Alben
- 1993: Wien auf der Zungenspitze[12]
- 2001: Holy Holy[13]